# Goyita
Pepita Ramos Ramos fue una cantante española de principios de siglo XX.

## Historia
Fue una de las cupletistas más conocidas de su tiempo. Hija de padre argentino y madre zarzuelista valenciana Conchita Ramos (también "Goyita"), nació en Barcelona el año 1890, comenzó su actividad artística en Barcelona en los años inmediatamente anteriores a la Primera Guerra Mundial, convirtiéndose en una de las grandes figuras
Su hija sale en la serie Amar es para siempre de Antena 3.
Fue una artista muy popular, se le conocía con el nombre artístico de LA GOYITA, ya madura, formando pareja con el cantante cómico Baldomerito cantaban ritmos tan trepidantes como «Al Uruguay», «Al Congo» y la creación de Alady «Ay, chata».
Antes de su debut, con trece años, Goyita en el Eden Concert frente al palazzo Güell en Barcelona actuaba de primera canzonettista la Napolitana Ria Rosa. Su debut tuvo lugar a los veintiún años de edad, en el teatro Gayarre, junto a los contorsionistas Trío Espinosa, Sevillita la cantaora, y la cupletista La Azulina. Un año más tarde daba su primera gira por Valencia, y a la vuelta triunfaba en el Moulin Rouge.
En 1913 una primera imitadora sevillana que también se hacía llamar La Goyita, y a la que denunció públicamente enviando una carta a los periódicos. Esto se convirtió en una de sus señas de identidad, pues fue una de las primeras artistas en comprender el peso de los medios de comunicación de masas en el ánimo del público.
En 1962, fue madrina de Esther Martí en su bautizo.
El final de su vida parece que fue vagando por Barcelona rememorando su pasado, hasta llegar a la humilde habitación que ocupaba, donde tuvo que vivir sus últimos años de penuria y de abandono.
Falleció el 15 de mayo de 1970 en Barcelona, cuando contaba 80 años. Había ingresado en el hospital de San Pablo un mes antes, encontrándose en coma desde el ingreso.
En el año 2008 su ahijada, Esther Martí, donó los discos de piedra y álbumes de fotos y canciones a la Filmoteca Nacional. Lo único que heredó de Pepita Ramos y guardó con cariño.

### Interpretaciones
1. Amor de Muñecos, (1915)
2. Agua que no has de beber,
3. Lo veo negro, con Baldomerito y la Orquesta Duran, dirigida por J. Duran Alemany.
4. Yo quiero un blanco con el alma negra, con Rafaelito Díaz "El negrito" (1930).
5. A media luz, con la Washington Orchestra
6. Peleles, con la Washington Orchestra de Barcelona
7. Feo, con Crazy Boys (1931).
8. La vendedora de plátanos,
9. El pericon, Crazy Boys (1930)
10. Valencia es..., coristas del teatro cómico de Barcelona (1928).
11. Penas gitanas
12. No subas, con Orquesta Duran (1930)
13. Yo pequé,
14. Ay mamá, (1929)
15. Que la mar es muy traidora
16. No por mucho madrugar
17. Madre comprame un negro, (1929)
18. Yo quiero ver Chicago
19. Charleston del gordo
20. Raimundo que cosas se ven en el mundo, con Rafaelito Díaz "El negrito" (1930).